# Guayllabamba

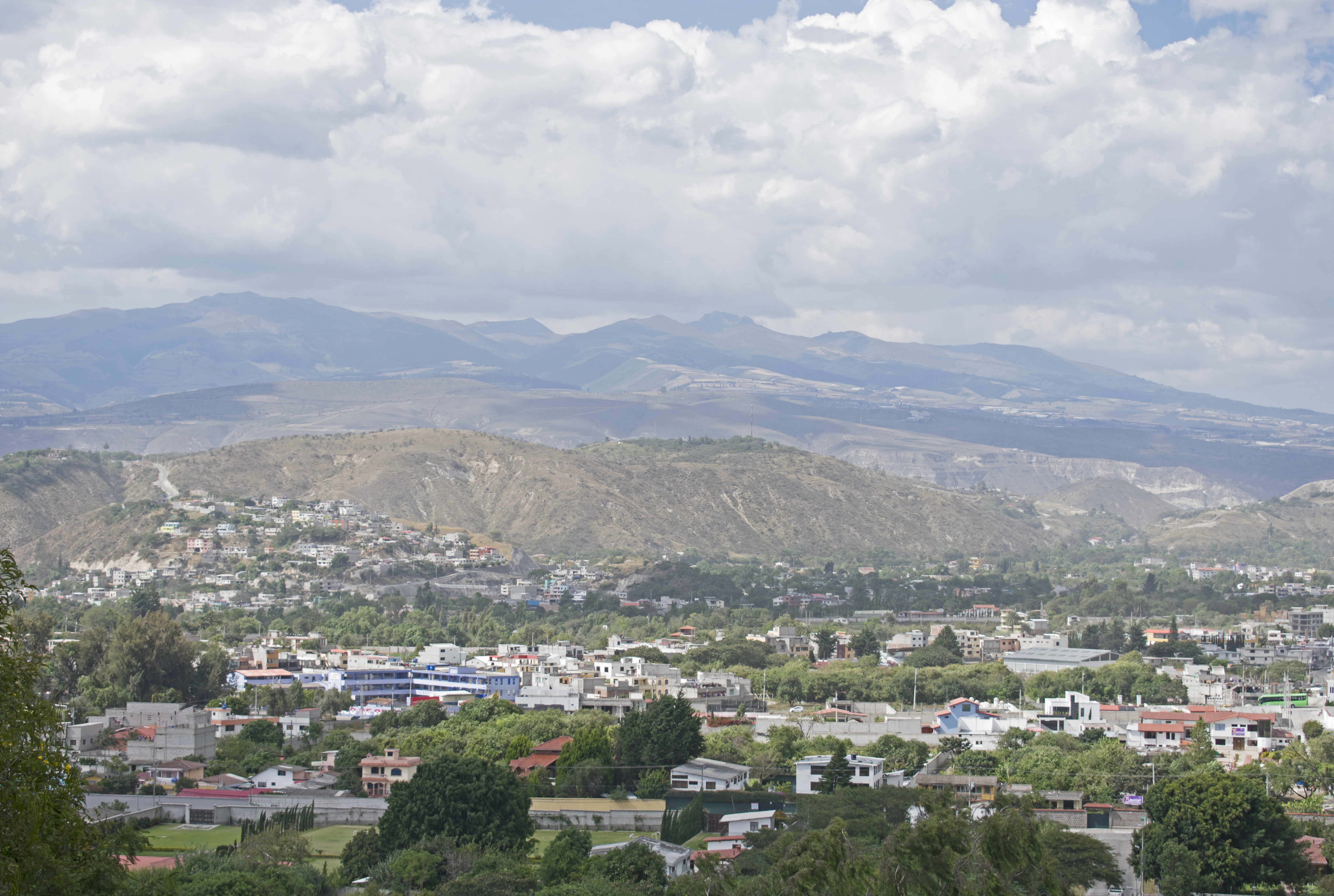
La Concepcion

Guayllabamba ("planície verde" em quíchua) é uma pequena cidade agrária (administrativamente, uma paróquia rural do cantão de Quito, no norte do Equador. No censo equatoriano de 24 de novembro de 2001, a paróquia tinha uma população de 12.227 pessoas.
O Zoológico de Quito, que funcionava originalmente na paróquia de Iñaquito, da cidade de Quito, foi transferido em 1997 para o sudoeste da paróquia, e tem sido gerido desde 1999 pela Fundación Zoológica del Ecuador. O zoológico é o maior do Equador.